# Riviera (hotel e casinò)
Il Riviera fu un hotel e casinò di Winchester, situato sulla Las Vegas Strip.
L'hotel aveva più di 2.100 stanze, molte delle quali erano nella torre di 23 piani, mentre il casinò aveva 10.000 metri quadrati di estensione (110.000 sq ft).
Il Riviera aveva aperto i battenti il 20 aprile 1955, fu il nono casinò ad aprire ed il primo palazzo con molti piani.